# W&W (DJ-Duo)/Diskografie
Diese Diskografie ist eine Übersicht über die musikalischen Werke des niederländischen DJ-Duos W&W. Es produziert seit 2008 gemeinsam Musik und ist seither auf dem Plattenlabel Armada Music von Armin van Buuren aktiv. Dort hat es ebenfalls ihr Imprint-Label Mainstage Music unter Vertrag. Seine erfolgreichsten Veröffentlichungen sind die Singles Bigfoot, Don’t Stop the Madness und Arcade mit Chartplatzierungen in zahlreichen europäischen Ländern.

## Alben

### Studioalben
| Jahr | Titel  | Anmerkungen                              |
| ---- | ------ | ---------------------------------------- |
| 2011 | Impact | Erstveröffentlichung: 23. September 2011 |

### Kompilationen
| Jahr | Titel            | Anmerkungen                                               |
| ---- | ---------------- | --------------------------------------------------------- |
| 2012 | Mainstage Vol. 1 | Erstveröffentlichung: 14. September 2012 Im Namen von W&W |
| 2015 | Bigfoot          | Erstveröffentlichung: 29. April 2015 nur in Japan         |
| 2018 | The Best Of W&W  | Erstveröffentlichung: 9. Mai 2018 nur in Japan            |

## Singles

### Als W&W
| Jahr | Titel Album                    | Höchstplatzierung, Gesamtwochen, AuszeichnungChartplatzierungen (Jahr, Titel, Album, Platzierungen, Wochen, Auszeichnungen, Anmerkungen) | Höchstplatzierung, Gesamtwochen, AuszeichnungChartplatzierungen (Jahr, Titel, Album, Platzierungen, Wochen, Auszeichnungen, Anmerkungen) | Höchstplatzierung, Gesamtwochen, AuszeichnungChartplatzierungen (Jahr, Titel, Album, Platzierungen, Wochen, Auszeichnungen, Anmerkungen) | Höchstplatzierung, Gesamtwochen, AuszeichnungChartplatzierungen (Jahr, Titel, Album, Platzierungen, Wochen, Auszeichnungen, Anmerkungen) | Höchstplatzierung, Gesamtwochen, AuszeichnungChartplatzierungen (Jahr, Titel, Album, Platzierungen, Wochen, Auszeichnungen, Anmerkungen) | Höchstplatzierung, Gesamtwochen, AuszeichnungChartplatzierungen (Jahr, Titel, Album, Platzierungen, Wochen, Auszeichnungen, Anmerkungen) | Anmerkungen                                                                         |
| Jahr | Titel Album                    | DE | AT | CH | UK | FR | NL | Anmerkungen                                                                         |
| ---- | ------------------------------ | --- | --- | --- | --- | --- | --- | ----------------------------------------------------------------------------------- |
| 2013 | Jumper Bigfoot                 | — | — | — | — | FR141 (5 Wo.)FR | — | Erstveröffentlichung: 5. August 2013 mit Hardwell                                   |
| 2014 | Bigfoot                        | DE74 (2 Wo.)DE | AT48 (3 Wo.)AT | CH61 (1 Wo.)CH | — | FR135 (11 Wo.)FR | NL— GoldNL | Erstveröffentlichung: 10. Februar 2014                                              |
| 2016 | Arcade Bringing the Madness    | — | — | — | — | FR97 (20 Wo.)FR | — | Erstveröffentlichung: 4. März 2016 vs. Dimitri Vegas & Like Mike                    |
| 2016 | Live the Night The Best Of W&W | — | — | — | — | FR112 (9 Wo.)FR | — | Erstveröffentlichung: 11. Juli 2016 mit Hardwell feat. Lil Jon                      |
| 2023 | Thank You (Not So Bad) –       | DE16 Platin · (… Wo.)DE | AT14 Platin · (65 Wo.)AT | CH14 Platin · (46 Wo.)CH | UK50 Gold · (26 Wo.)UK | FR85 (13 Wo.)FR | NL16 (15 Wo.)NL | Erstveröffentlichung: 1. Dezember 2023 mit Dido, Dimitri Vegas & Like Mike & Tiësto |

Weitere Singles
| Jahr | Titel Album                                  | Anmerkungen |
| ---- | -------------------------------------------- | --- |
| 2008 | Mustang –                                    | Erstveröffentlichung: 17. März 2008 Doppel-Single                                                                                              |
| 2008 | Eruption –                                   | Erstveröffentlichung: 17. März 2008 Doppel-Single                                                                                              |
| 2008 | Countach –                                   | Erstveröffentlichung: 19. Mai 2008 Doppel-Single                                                                                               |
| 2008 | Intercity –                                  | Erstveröffentlichung: 19. Mai 2008 Doppel-Single                                                                                               |
| 2008 | Dome –                                       | Erstveröffentlichung: 18. Oktober 2008 |
| 2008 | Arena –                                      | Erstveröffentlichung: 24. November 2008 |
| 2008 | Chronicles –                                 | Erstveröffentlichung: 18. Dezember 2008 Triple-Single                                                                                          |
| 2008 | Countach –                                   | Erstveröffentlichung: 18. Dezember 2008 Triple-Single                                                                                          |
| 2008 | Plasma –                                     | Erstveröffentlichung: 18. Dezember 2008 Triple-Single                                                                                          |
| 2009 | The Plan –                                   | Erstveröffentlichung: 23. Februar 2009 |
| 2009 | Synergy –                                    | Erstveröffentlichung: 24. Juni 2009 vs. Ummet Ozcan                                                                                            |
| 2009 | Mainstage –                                  | Erstveröffentlichung: 3. August 2009 Doppel-Single                                                                                             |
| 2009 | System Overload –                            | Erstveröffentlichung: 3. August 2009 Doppel-Single                                                                                             |
| 2010 | D.N.A –                                      | Erstveröffentlichung: 25. Januar 2010 |
| 2010 | Aligator Fuckhouse –                         | Erstveröffentlichung: 22. März 2010 vs. Jonas Stenberg                                                                                         |
| 2010 | Manhattan –                                  | Erstveröffentlichung: 14. Juni 2010 |
| 2010 | Alpha –                                      | Erstveröffentlichung: 23. August 2010 |
| 2010 | Saturn –                                     | Erstveröffentlichung: 5. Oktober 2010 vs. Leon Bolier                                                                                          |
| 2010 | Break the Rules –                            | Erstveröffentlichung: 15. November 2010 vs. Ben Gold                                                                                           |
| 2010 | Nexgen –                                     | Erstveröffentlichung: 15. November 2010 vs. Ben Gold                                                                                           |
| 2011 | Impact                                       | Erstveröffentlichung: 7. Februar 2011 |
| 2011 | AK-47 Impact                                 | Erstveröffentlichung: 25. April 2011 mit Wezz Devall                                                                                           |
| 2011 | Phantom Impact                               | Erstveröffentlichung: 25. April 2011 mit Wezz Devall                                                                                           |
| 2011 | Three O’Clock Impact                         | Erstveröffentlichung: 4. Juli 2011 feat. Ana Criado                                                                                            |
| 2011 | Beta Impact                                  | Erstveröffentlichung: 5. September 2011 |
| 2011 | Twist –                                      | Erstveröffentlichung: 10. Oktober 2011 mit Mark Sixma                                                                                          |
| 2011 | Nowhere To Go –                              | Erstveröffentlichung: 6. Dezember 2011 feat. Bree                                                                                              |
| 2012 | Invasion Mainstage Volume 1                  | Erstveröffentlichung: 27. Februar 2012 ASOT 550 Anthem                                                                                         |
| 2012 | Shotgun Mainstage Best Of 2012               | Erstveröffentlichung: 9. April 2012 |
| 2012 | Summer Mainstage Best Of 2012                | Erstveröffentlichung: 18. Juni 2012 mit Jochen Miller                                                                                          |
| 2012 | Trigger –                                    | Erstveröffentlichung: 2. Juli 2012 mit Marcel Woods                                                                                            |
| 2012 | Moscow Bigfoot                               | Erstveröffentlichung: 23. Juli 2012 |
| 2012 | Lift Off! Bigfoot                            | Erstveröffentlichung: 3. Dezember 2012 |
| 2013 | The Code –                                   | Erstveröffentlichung: 4. Februar 2013 mit Ummet Ozcan                                                                                          |
| 2013 | D# Fat Bigfoot                               | Erstveröffentlichung: 25. Februar 2013 mit Armin van Buuren                                                                                    |
| 2013 | Ghost Town Bigfoot                           | Erstveröffentlichung: 4. März 2013 Free-Track                                                                                                  |
| 2013 | Thunder Bigfoot                              | Erstveröffentlichung: 20. Mai 2013 |
| 2014 | Rocket –                                     | Erstveröffentlichung: 21. April 2014 mit Blasterjaxx                                                                                           |
| 2014 | Waves Bringing the World the Madness         | Erstveröffentlichung: 4. August 2014 vs. Dimitri Vegas & Like Mike; Tomorrowland 2014 Anthem                                                   |
| 2014 | Shocker Bigfoot                              | Erstveröffentlichung: 8. September 2014 mit Headhunterz                                                                                        |
| 2014 | The Dance Floor Is Yours –                   | Erstveröffentlichung: 24. Oktober 2014 mit Hardwell                                                                                            |
| 2014 | We Control the Sound –                       | Erstveröffentlichung: 24. Oktober 2014 mit Headhunterz                                                                                         |
| 2014 | Don’t Stop the Madness Bigfoot               | Erstveröffentlichung: 22. Dezember 2014 mit Hardwell feat. Fatman Scoop                                                                        |
| 2015 | Rave After Rave Bigfoot                      | Erstveröffentlichung: 16. März 2015 |
| 2015 | Bowser –                                     | Erstveröffentlichung: 1. Juni 2015 mit Blasterjaxx                                                                                             |
| 2015 | The One Mainstage Music – Best of 2015       | Erstveröffentlichung: 29. Juni 2015 Cover des Liedes How Will I Know von Whitney Houston                                                       |
| 2015 | Spack Jarrow –                               | Erstveröffentlichung: 24. August 2015 mit MOTi; Cover des Stücks He’s a Pirate                                                                 |
| 2015 | If It Ain’t Dutch The Best Of W&W            | Erstveröffentlichung: 21. Dezember 2015 mit Armin van Buuren                                                                                   |
| 2016 | How Many The Best Of W&W                     | Erstveröffentlichung: 28. März 2016 Gastsängerin: Sophia Ayana                                                                                 |
| 2016 | Meet Her at Tomorrowland –                   | Erstveröffentlichung: 8. August 2016 vs. Dimitri Vegas & Like Mike feat. Da Hool                                                               |
| 2016 | Caribbean Rave The Best Of W&W               | Erstveröffentlichung: 31. Oktober 2016 Gastsängerin: Sophia Ayana                                                                              |
| 2016 | Get Down –                                   | Erstveröffentlichung: 8. August 2016 mit Hardwell                                                                                              |
| 2017 | Whatcha Need The Best Of W&W                 | Erstveröffentlichung: 27. Januar 2017 Gastsängerin: Sophia Ayana                                                                               |
| 2017 | Put EM Up The Best Of W&W                    | Erstveröffentlichung: 31. März 2017 |
| 2017 | Chakra The Best Of W&W                       | Erstveröffentlichung: 18. September 2017 mit Vini Vici                                                                                         |
| 2017 | Crowd Control –                              | Erstveröffentlichung: 20. Oktober 2017 vs. Dimitri Vegas & Like Mike                                                                           |
| 2018 | God Is a Girl The Best Of W&W                | Erstveröffentlichung: 12. März 2018 mit Groove Coverage                                                                                        |
| 2018 | Supa Dupa Fly 2018 The Best Of W&W           | Erstveröffentlichung: 9. April 2018 Cover des gleichnamigen Liedes von 666                                                                     |
| 2018 | Long Way Down The Best Of W&W                | Erstveröffentlichung: 7. Mai 2018 mit Darren Styles feat. Giin                                                                                 |
| 2018 | Rave Culture –                               | Erstveröffentlichung: 8. Oktober 2018 |
| 2018 | Ready to Rave –                              | Erstveröffentlichung: 3. Dezember 2018 vs. Armin van Buuren                                                                                    |
| 2019 | Repeat After Me –                            | Erstveröffentlichung: 4. Januar 2019 mit Dimitri Vegas & Like Mike & Armin van Buuren                                                          |
| 2019 | The Light –                                  | Erstveröffentlichung: 1. März 2019 feat. Kizuna AI                                                                                             |
| 2019 | Matrix –                                     | Erstveröffentlichung: 29. März 2019 mit Maurice West                                                                                           |
| 2019 | Ups & Downs –                                | Erstveröffentlichung: 8. April 2019 vs. Nicky Romero                                                                                           |
| 2019 | Let the Music Take Control Perspective       | Erstveröffentlichung: 17. Mai 2019 mit Blasterjaxx                                                                                             |
| 2019 | Khaleesi –                                   | Erstveröffentlichung: 26. Juli 2019 mit 3 Are Legend                                                                                           |
| 2019 | Tricky Tricky –                              | Erstveröffentlichung: 11. November 2019 mit Timmy Trumpet, Will Sparks feat. Sequenza                                                          |
| 2020 | Wizard of the Beats –                        | Erstveröffentlichung: 24. Februar 2020 mit Sandro Silva X Zafrir                                                                               |
| 2020 | Do It for You –                              | Erstveröffentlichung: 9. März 2020 mit Lucas & Steve                                                                                           |
| 2020 | Clap Your Hands –                            | Erstveröffentlichung: 29. Mai 2020 mit Dimitri Vegas & Like Mike, Fedde Le Grand Cover des Stücks In der Halle des Bergkönigs von Edvard Grieg |
| 2020 | Comin’ to Getcha –                           | Erstveröffentlichung: 17. Juli 2020 Gastsängerin: Sophia Ayana                                                                                 |
| 2020 | Rave Love –                                  | Erstveröffentlichung: 23. Oktober 2020 mit Axmo feat. Sonja                                                                                    |
| 2020 | Gold –                                       | Erstveröffentlichung: 18. Dezember 2020 feat. Roxanne Emery                                                                                    |
| 2021 | Distant Memory –                             | Erstveröffentlichung: 12. März 2021 mit R3hab & Timmy Trumpet                                                                                  |
| 2021 | Skydance –                                   | Erstveröffentlichung: 30. April 2021 mit Axmo feat. Giin                                                                                       |
| 2021 | Greece 2021 –                                | Erstveröffentlichung: 9. Juli 2021 mit Martin Jensen feat. Linnea Shossow                                                                      |
| 2021 | This Is Our Legacy –                         | Erstveröffentlichung: 6. August 2021 mit Sandro Silva & Justin Prime                                                                           |
| 2021 | We’re Still Young –                          | Erstveröffentlichung: 10. September 2021 mit Nicky Romero feat. Olivia Penalva                                                                 |
| 2021 | Dynamite (Bigroom Nation) –                  | Erstveröffentlichung: 29. Oktober 2021 mit Blasterjaxx                                                                                         |
| 2021 | Moonlight Shadow –                           | Erstveröffentlichung: 26. November 2021 mit Groove Coverage                                                                                    |
| 2022 | StarShine (I Don’t Want this Night to End) – | Erstveröffentlichung: 12. März 2022 mit Axmo feat. Sonja                                                                                       |
| 2022 | Sao Paulo –                                  | Erstveröffentlichung: 8. April 2022 mit The Lost Shepherd feat. Sonny Wilson                                                                   |
| 2022 | Come with Me –                               | Erstveröffentlichung: 8. Juli 2022 mit Harris & Ford & Special D.                                                                              |
| 2022 | Hot Summer Nights –                          | Erstveröffentlichung: 9. September 2022 mit Nicky Romero                                                                                       |
| 2022 | Paradise –                                   | Erstveröffentlichung: 28. Oktober 2022 mit Sub Zero Project                                                                                    |
| 2022 | Freed from Desire –                          | Erstveröffentlichung: 11. November 2022, vom Markt genommen mit Ben Nicky & Kevu                                                               |
| 2022 | Poison –                                     | Erstveröffentlichung: 25. November 2022 mit R3hab & Timmy Trumpet                                                                              |
| 2022 | Heaven Is a Place on Earth –                 | Erstveröffentlichung: 16. Dezember 2022 mit Axmo                                                                                               |
| 2023 | Armageddon –                                 | Erstveröffentlichung: 13. Januar 2023 mit Wiwek                                                                                                |
| 2023 | Shake The Building –                         | Erstveröffentlichung: 28. April 2023 mit Sandro Silva feat. MC Ambush                                                                          |

### Als NWYR
| Jahr | Titel Album               | Anmerkungen                                                     |
| ---- | ------------------------- | --------------------------------------------------------------- |
| 2017 | Voltage –                 | Erstveröffentlichung: 12. Juni 2017 Free-Track                  |
| 2017 | Dragon –                  | Erstveröffentlichung: 20. November 2017 Free-Track              |
| 2018 | Ends of Time –            | Erstveröffentlichung: 16. März 2018 Free-Track                  |
| 2018 | Time Spiral –             | Erstveröffentlichung: 20. August 2018 Free-Track                |
| 2018 | Wormhole –                | Erstveröffentlichung: 27. August 2018 Free-Track                |
| 2019 | The Melody –              | Erstveröffentlichung: 4. Februar 2019 feat. Andrew Rayel        |
| 2019 | Artificial Intelligence – | Erstveröffentlichung: 29. April 2019                            |
| 2019 | Mind Control –            | Erstveröffentlichung: 2. Dezember 2019                          |
| 2020 | Heart Eyes –              | Erstveröffentlichung: 20. April 2020                            |
| 2020 | Gamer –                   | Erstveröffentlichung: 6. August 2020                            |
| 2020 | Drakaina –                | Erstveröffentlichung: 13. November 2020                         |
| 2021 | Shenron –                 | Erstveröffentlichung: 12. Februar 2021                          |
| 2021 | InterGalactic –           | Erstveröffentlichung: 4. Juni 2021 mit Flrntn & Darius & Finlay |
| 2021 | Year of the Dragon –      | Erstveröffentlichung: 27. August 2021                           |
| 2022 | The Lone Ranger –         | Erstveröffentlichung: 28. Januar 2022                           |
| 2022 | Zero Gravity –            | Erstveröffentlichung: 18. März 2022                             |
| 2022 | Cocoon –                  | Erstveröffentlichung: 13. Mai 2022 mit Wiwek                    |
| 2022 | S1R1 –                    | Erstveröffentlichung: 10. Juni 2022                             |
| 2022 | Music in the Air –        | Erstveröffentlichung: 12. August 2022 mit Axmo & Stvw           |
| 2023 | Oblivion –                | Erstveröffentlichung: 3. Februar 2023                           |

## Produktionen
- 2009: ElSandro – Style Fusion
- 2009: Quintin vs. DJ Jean – Original Dutch
- 2011: Renvo – Break Out
- 2011: ElSandro – Merriment
- 2012: Renvo – Energize
- 2012: Jochen Miller – Zodiac
- 2012: Jochen Miller – Nevada
- 2012: Quintin – Toy Story
- 2014: Hardwell – Everybody Is in the Place
- 2014: Mark Sixma – Shadow
- 2015: Vinai – Techno
- 2015: Dustin Lenji – Gladiator
- 2016: Rick Mitchells – Let’s Go
- 2016: Hardwell feat. Jake Reese – Run Wild
- 2016: Laidback Luke & Twoloud – Fcuking Beats
- 2016: Bass Modulators – Let it Move Ya
- 2017: MOTi & Kenneth G & Olly James – Omen
- 2017: Digital Farm Animals feat. Hailee Steinfeld – Digital Love
- 2017: Hardwell feat. Jolin Tsai/Alexander Tidebrink – We Are One
- 2018: lol – Ice Cream

## Sonderveröffentlichungen
Remixe
Als W&W
- 2008: M6 – Fade 2 Black
- 2008: Sied van Riel – Riel People Know
- 2009: Armin van Buuren – Rain
- 2009: Leon Bolier & Galen Behr – Acapulco
- 2009: Little Boots – Remedy
- 2009: Ørjan Nilsen – Artic Globe
- 2010: Aly & Fila – My Mind Is with You
- 2010: Scott Mac – Damager 02
- 2010: Svenson & Gielen – The Beauty of Silence
- 2011: J.O.C. – Botnik
- 2011: Sean Tyas – Banshee
- 2011: Marcel Woods – Champagne Dreams
- 2012: Dash Berlin feat. Emma Hewitt – Waiting
- 2013: Armin van Buuren feat. Trevor Guthrie – This Is What It Feels Like
- 2013: Krewella – Live for the Night
- 2014: Gareth Emery feat. Bo Bruce – U
- 2014: Duke Dumont feat. Jax Jones – I Got U
- 2014: Dimitri Vegas & Like Mike, Diplo & Fatboy Slim feat. Bonde Do Role & Pin – Eparrei
- 2014: Mark Sixma – Shadow
- 2015: Zombie Nation – Kernkraft 400
- 2015: DJ Snake & Dillon Francis – Get Low
- 2015: Timmy Trumpet – Freaks (Free-Download)
- 2015: Axwell Λ Ingrosso – Sun Is Shining
- 2015: Hardwell feat. Mr. Probz – Birds Fly
- 2016: Rihanna – Needed Me
- 2016: The Chainsmokers feat. Daya – Don’t Let Me Down
- 2016: Mike Posner – I Took a Pill in Ibiza (Free-Download)
- 2018: Steve Aoki feat. BTS – Waste it on Me
- 2021: O-Zone – Dragostea din tei
- 2022: Jaxx & Vega & Maikki – Rave Time

Als NWYR
- 2017: Ed Sheeran – Castle on the Hill
- 2017: Gareth Emery & Standerwick feat. Haliene – Saving Light

## Statistik

### Chartauswertung
|                       | DE    | AT    | CH    | UK    | FR    | NL    |
| --------------------- | ----- | ----- | ----- | ----- | ----- | ----- |
| Nummer-eins-Singles   | DE—DE | AT—AT | CH—CH | UK—UK | FR—FR | NL—NL |
| Top-10-Singles        | DE—DE | AT—AT | CH—CH | UK—UK | FR—FR | NL—NL |
| Singles in den Charts | DE2DE | AT2AT | CH2CH | UK1UK | FR5FR | NL1NL |

### Auszeichnungen für Musikverkäufe
| Goldene Schallplatte - Italien - 2024: für die Single Thank You (Not So Bad) - Kanada - 2024: für die Single Thank You (Not So Bad) - Spanien - 2024: für die Single Thank You (Not So Bad) Platin-Schallplatte - Dänemark - 2025: für die Single Thank You (Not So Bad) - Frankreich - 2025: für die Single Thank You (Not So Bad) 2× Platin-Schallplatte - Polen - 2024: für die Single Thank You (Not So Bad) 3× Platin-Schallplatte - Belgien - 2024: für die Single Thank You (Not So Bad) |

Anmerkung: Auszeichnungen in Ländern aus den Charttabellen bzw. Chartboxen sind in ebendiesen zu finden.
| Land/RegionAuszeichnungen für Musikverkäufe (Land/Region, Auszeichnungen, Verkäufe, Quellen) | Gold     | Platin       | Verkäufe | Quellen             |
| -------------------------------------------------------------------------------------------- | -------- | ------------ | -------- | ------------------- |
| Belgien (BRMA)                                                                               | —        | 3× Platin3   | 60.000   | ultratop.be         |
| Dänemark (IFPI)                                                                              | —        | Platin1      | 90.000   | ifpi.dk             |
| Deutschland (BVMI)                                                                           | —        | Platin1      | 600.000  | musikindustrie.de   |
| Frankreich (SNEP)                                                                            | —        | Platin1      | 200.000  | snepmusique.com     |
| Italien (FIMI)                                                                               | Gold1    | —            | 50.000   | fimi.it             |
| Kanada (MC)                                                                                  | Gold1    | —            | 40.000   | musiccanada.com     |
| Niederlande (NVPI)                                                                           | Gold1    | —            | 20.000   | nvpi.nl             |
| Österreich (IFPI)                                                                            | —        | Platin1      | 30.000   | ifpi.at             |
| Polen (ZPAV)                                                                                 | —        | 2× Platin2   | 100.000  | olis.pl             |
| Schweiz (IFPI)                                                                               | —        | Platin1      | 30.000   | hitparade.ch        |
| Spanien (Promusicae)                                                                         | Gold1    | —            | 30.000   | elportaldemusica.es |
| Vereinigtes Königreich (BPI)                                                                 | Gold1    | —            | 400.000  | bpi.co.uk           |
| Insgesamt                                                                                    | 5× Gold5 | 10× Platin10 |          |                     |